# Zenitalniederschlag

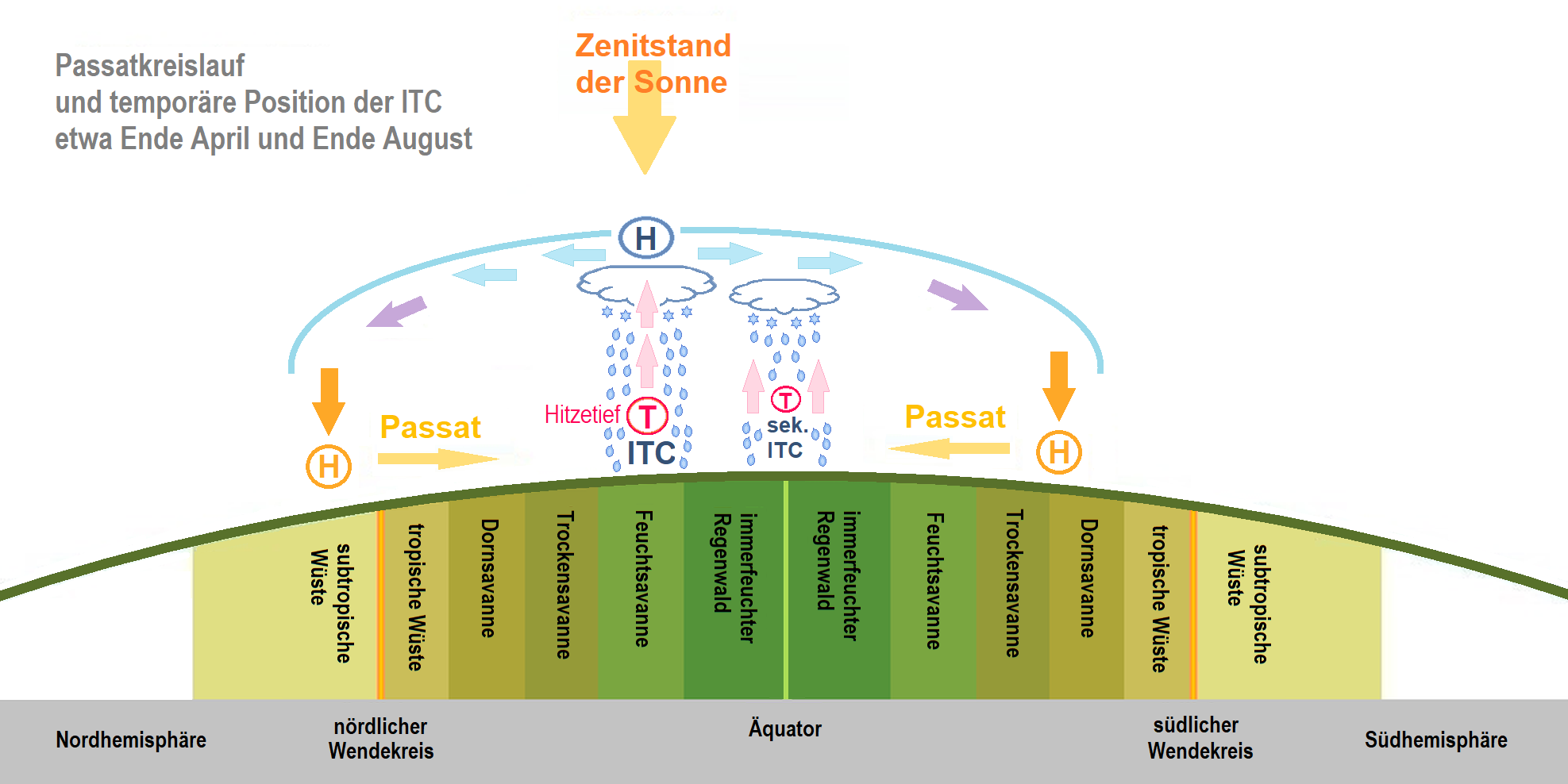
Der Zenitstand der Sonne wandert im Verlauf eines Jahres vom südlichen zum nördlichen Wendekreis und wieder zurück. Am 21. März und 23. September ist der Zenitstand über dem Äquator.

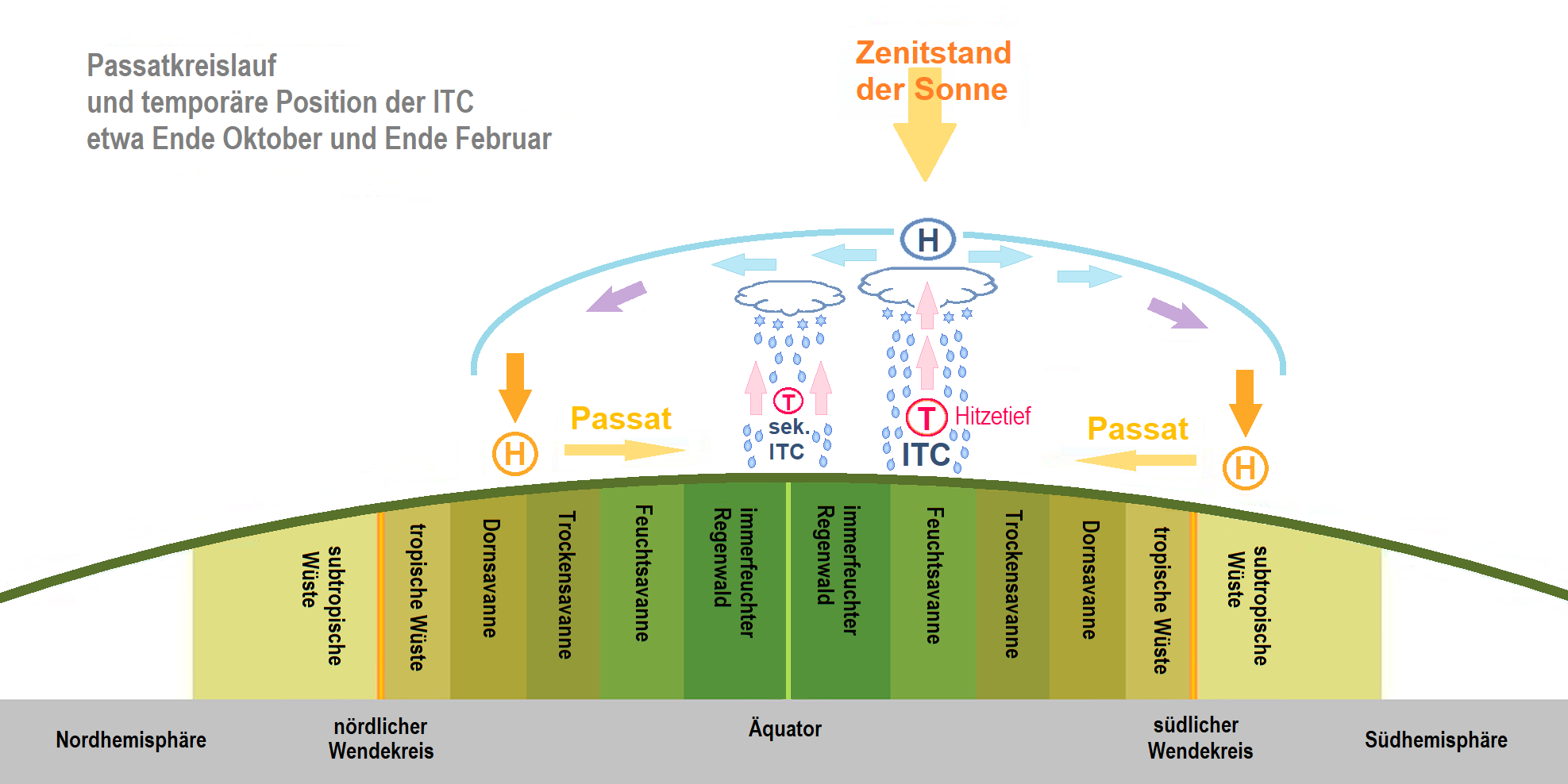
Mit der dem Zenitstand folgenden zeitlich etwas verzögerten Verlagerung der ITC fallen die Zenitalniederschläge.

Zenitalniederschlag – zumeist Zenitalregen – bezeichnet meist kurze, intensive (konvektive) Niederschläge in der innertropischen Tiefdruckrinne (ITC). Er tritt in den wechselfeuchten Tropen in der Regenzeit nahezu täglich auf, überwiegend am Nachmittag (bei kontinentaler Prägung) bis frühen Abend (bei maritimer Beeinflussung). Dabei folgen die Regenmaxima den mittäglichen Höchstständen der Sonne (Zenit). Die durch Zenitalregen verursachten Regenzeiten beginnen allerdings etwa drei Wochen nach dem kalendarischen Zenitstand der Sonne oder später, denn die Verlagerung der ITC folgt dem Zenitstand mit einer zeitlichen Verzögerung.

## Begriffsabgrenzung
Der Zenitalregen ist zu unterscheiden von den beim Tageszeitenklima der immerfeuchten Tropen das ganze Jahr hindurch fast täglich am frühen Nachmittag fallenden Niederschlägen, die durch eine sekundäre ITC unabhängig vom Zenitstand der Sonne verursacht werden.

## Ursachen

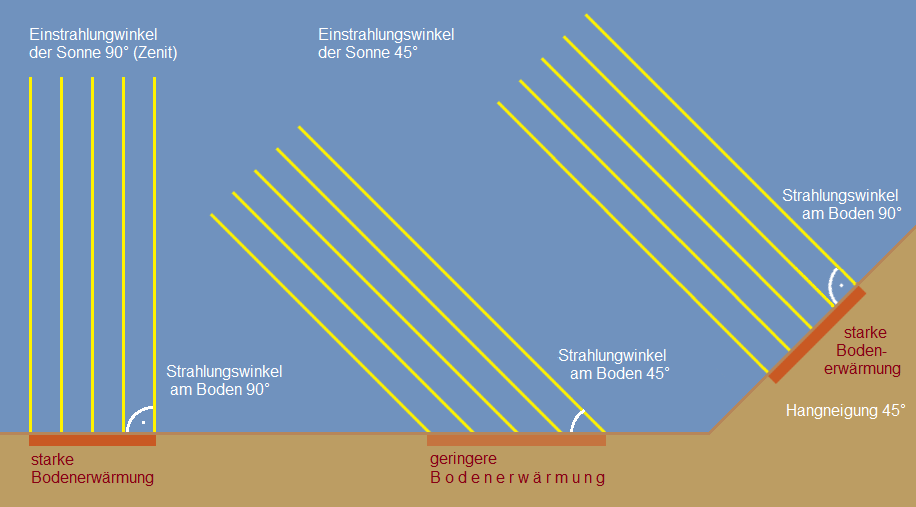
Der senkrechte Einstrahlungswinkel der Sonne erwämt den Boden und die Pflanzendecke besonders stark. Boden und Pflanzen geben die innere Energie an die bodennahe Luft ab.

Der senkrechte Einfallswinkel der Sonneneinstrahlung führt zu einer vergleichsweise hohen Bestrahlungsstärke und Erwärmung des Untergrunds. Dies hat Auswirkungen auf die thermische Zirkulation der Luftmassen.
Normalerweise bewegen sich Luftmassen dem Gradienten des Luftdrucks folgend von Gebieten höheren Luftdrucks zu Gebieten geringeren Luftdrucks. Eine Ausnahme bildet jedoch die Aufwärtsbewegung der Luftmassen in und oberhalb der ITC (und in der sekundären ITC), die vom Hitzetief am Boden bzw. über den Wasseroberflächen in Richtung des Höhenhochs am oberen Rand der Troposphäre aufsteigen. Ursache ist die starke Erwärmung der bodennahen Luftmassen durch den hoch verlaufenden Tagesbogen der Sonne mit dem mittäglichen Zenitstand der Sonne, da diese Luftmassen sich durch die Erwärmung ausdehnen, dadurch leichter werden und aufsteigen. Wenn die Luftmassen beim raschen Aufsteigen abkühlen, kondensiert der darin enthaltene gasförmige Wasserdampf zu nebelförmigem Wasserdampf, was zu einer starken Wolkenbildung führt. Die dabei freigesetzte Kondensationsenthalpie verstärkt diese Aufwärtsbewegung (siehe feuchtadiabatischer Temperaturgradient). Es entstehen hochreichende Kumuluswolken. Dennoch kühlen die Luftmassen aufgrund des atmosphärischen Temperaturgradienten in großer Höhe stark ab, so dass durch verstärkte Kondensation die Nebeltröpfchen in den Wolken zu Regentropfen werden. Im oberen Bereich der Troposphäre bildet sich ein Eisschirm. Deshalb können die Nebeltröpfchen der Wolken auch zu Schnee oder Hagelkörnern werden, die beim Herabfallen durch die Erwärmung schmelzen und unten als große schwere Regentropfen niederprasseln.

## Zeitablauf
Das Niederschlagsereignis tritt im Tagesverlauf mit einer Verzögerung gegenüber dem mittäglichen Höchststand der Sonne ein. Die Verzögerung liegt zum einen an der noch nach dem Mittag steigenden Temperatur des Bodens (wo die Bodenfeuchte hoch ist) bzw. der bodennahen Luftmassen (wo die Verdunstung durch Pflanzen dominiert), zum anderen an der mit der Temperatur der freien Troposphäre noch stark ansteigenden "Aufnahmefähigkeit der Luft für Feuchtigkeit" (siehe auch Taupunkt). Quellwolken bilden sich zwar schon oft am Vormittag, aber solange die Höhe der Thermik zunimmt, wird relativ trockene Höhenluft zugemischt. Daher fallen die Zenitalregen meist am frühen Nachmittag oder auch erst am späteren Nachmittag. Zenitalregen fallen als kräftige Schauer oder Starkregen und sind häufig von Gewittern begleitet.

## Subtropen
Bei subtropischem Ostseitenklima herrscht im Sommer konvektiver Zenitalniederschlag vor, im "Winter" advektiver Passatregen.